# Cladocarpus multiseptatus
Cladocarpus multiseptatus är en nässeldjursart som först beskrevs av V.S. Bale 1915.  Cladocarpus multiseptatus ingår i släktet Cladocarpus och familjen Aglaopheniidae. Inga underarter finns listade i Catalogue of Life.